# Notohermannia obtusa
Notohermannia obtusa är en kvalsterart som beskrevs av P. Balogh 1985. Notohermannia obtusa ingår i släktet Notohermannia och familjen Nanhermanniidae. Inga underarter finns listade i Catalogue of Life.